# Georgios Gemistos Plethon

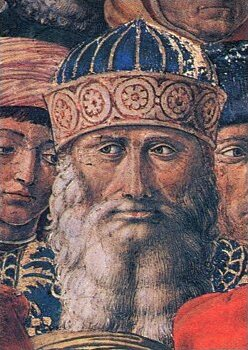
Mutmaßliche Darstellung des Georgios Gemistos auf einem wohl 1459/1460 entstandenen Gemälde von Benozzo Gozzoli, Palazzo Medici Riccardi, Florenz

Georgios Gemistos (Γεώργιος Γεμιστός Geṓrgios Gemistós; * um 1355/1360 in Konstantinopel; † 26. Juni 1452 in Mystras in der Nähe des antiken Sparta) war ein griechischer Philosoph in der Tradition des Platonismus. Er ist in erster Linie unter seinem ab 1439 verwendeten Pseudonym Plethon (Πλήθων Plḗthōn „der Mann der Menge“) bekannt, das er als schönere und altertümlicher klingende Wiedergabe der Bedeutung seines Geburtsnamens Gemistos („der Gefüllte“) wählte.

## Leben
Über Gemistos’ Herkunft gibt es nur Vermutungen, darunter die Hypothese, sein Vater sei Demetrios Gemistos gewesen, der als Protonotar der Hagia Sophia und später Groß-Sakellarios ein hochrangiger Würdenträger war. Seine Jugend verbrachte er wohl vorwiegend in Konstantinopel. Zeitweilig hat er sich im osmanischen Reich aufgehalten. In Adrianopel (heute Edirne), wo sich damals der Hof des osmanischen Sultans befand, soll sein Lehrer ein ansonsten unbekannter, angeblich averroistischer jüdischer Gelehrter namens Elischa (Elisaios) gewesen sein. Nach der Jahrhundertwende verließ er Konstantinopel auf Wunsch von Kaiser Manuel II., der ihn zwar schätzte, aber vom hohen Klerus gedrängt wurde, den aus theologischer Sicht missliebigen Philosophen aus der Hauptstadt zu entfernen. Er übersiedelte nach Mystras, der wirtschaftlich und kulturell blühenden Hauptstadt des Despotats Morea (Peloponnes), das einen großen Teil des zusammengeschrumpften byzantinischen Staats ausmachte. Diesen Wohnsitz behielt er für den Rest seines Lebens. Die in Mistra regierenden Despoten Theodor I. (1383–1407), Theodor II. (1407–1443) und Konstantin (1428/1443–1449, später als Kaiser Konstantin XI.) gehörten dem herrschenden Kaisergeschlecht der Palaiologen an. Gemistos war Ratgeber nicht nur der Despoten, sondern auch der letzten byzantinischen Kaiser, die ihn reich beschenkten. Außerdem war er als hochrangiger Richter tätig. 1427 erhielt er vom Despoten Theodor II. die Festung und das Gebiet von Phanarion als Pronoia, womit er eine bedeutende Einkommensquelle erlangte. 1433 hielt er die Grabrede auf Theodors italienische Gattin.
Sehr umstritten war damals die Frage der Kirchenunion zwischen der katholischen und der griechisch-orthodoxen Kirche. Wegen der verzweifelten militärischen Lage des Byzantinischen Reichs schien die Union politisch erforderlich, unter theologischem Aspekt stieß sie aber auf erbitterten Widerstand. Gemistos nahm gegen das Projekt Stellung. 1438–39 weilte er aber als prominentes Mitglied einer von Kaiser Johannes VIII. persönlich geleiteten byzantinischen Delegation in Italien und nahm am Konzil von Ferrara/Florenz teil, wo die Union beschlossen wurde. Der Delegation gehörte auch Gemistos’ Schüler Bessarion an, ein bedeutender Humanist, der später Kardinal wurde. Auf die italienischen Humanisten und Cosimo de’ Medici machten Gemistos’ Persönlichkeit, Bildung und Beredsamkeit starken Eindruck. Für Marsilio Ficino war er gleichsam ein zweiter Platon. Mit Cosimo bestanden allerdings Verständigungsschwierigkeiten, denn Gemistos verstand weder Italienisch noch Latein. Zu Gemistos’ italienischen Gesprächspartnern gehörte der bedeutende Kartograf Toscanelli, mit dem er geographische Fragen erörterte.

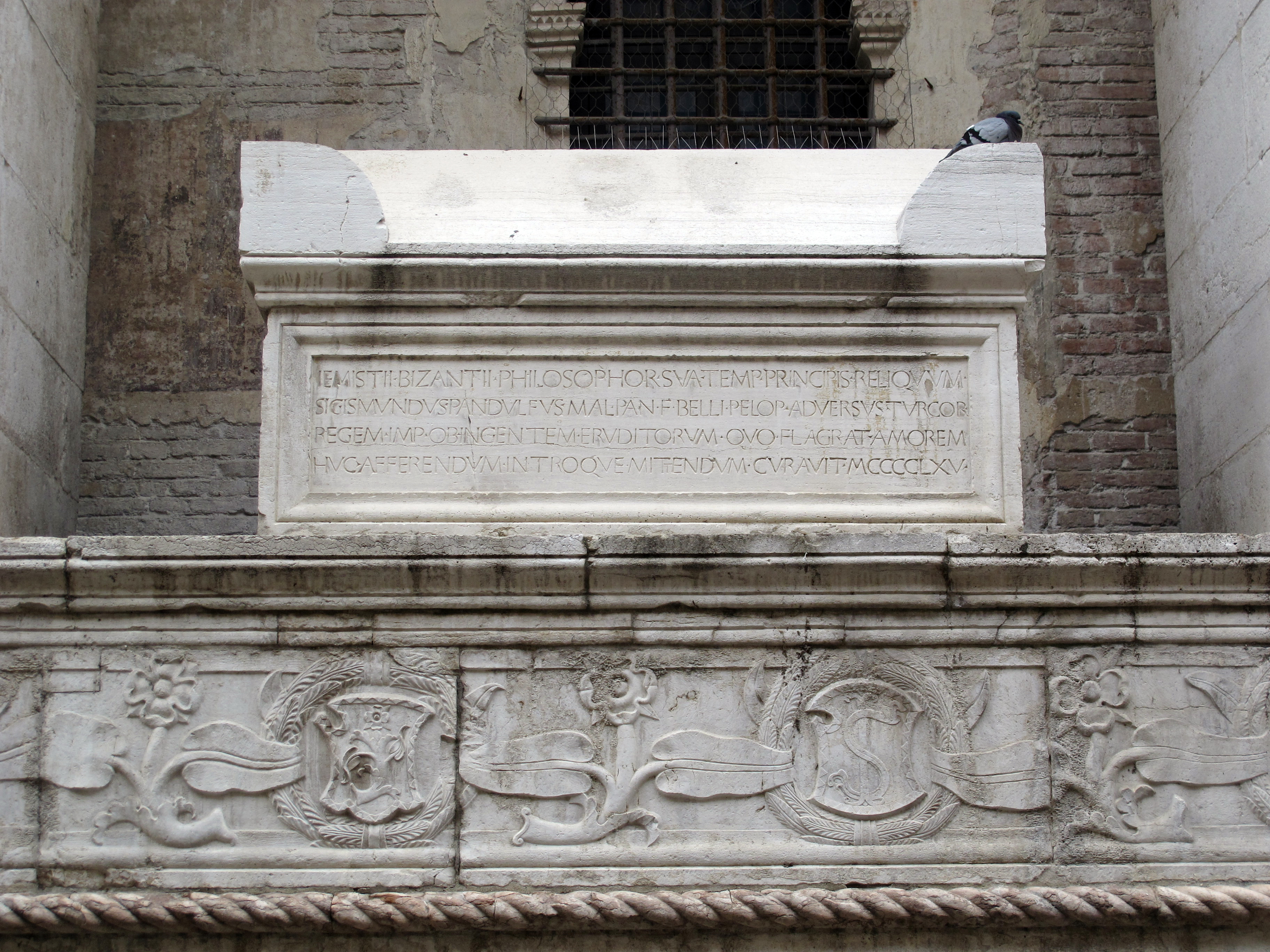
Das Grabmal Plethons am Dom von Rimini

1453, ein Jahr nach Gemistos’ Tod, wurde Konstantinopel von den Türken erobert, 1460 kapitulierte Mistra. Wenige Jahre später kam der im Dienst Venedigs stehende Condottiere Sigismondo Malatesta auf einem Kriegszug nach Mistra, holte die Gebeine des Philosophen aus dem dortigen Grab und brachte sie 1466 nach Rimini, wo sich seither an einer äußeren Seitenwand des Tempio Malatestiano der Sarkophag des Gemistos befindet.

## Antichristliche Position
Äußerlich war das Leben des Philosophen von der Endphase des Untergangs von Byzanz geprägt. Als Berater der Kaiser und Despoten nahm er an den Entwicklungen aktiv Anteil. Aber er fasste den Zusammenbruch des byzantinischen Reichs und den Sieg der Muslime anders auf als seine orthodoxen Mitbürger, denn er war nicht wie sie im christlichen Glauben verwurzelt, sondern im Platonismus. Nach seiner Überzeugung war der christliche Staat ebenso wie auch der islamische eine historische Fehlentwicklung und dem Untergang geweiht, und die Zukunft gehörte einem neuen, nicht mehr christlichen, sondern an die klassische Antike anknüpfenden griechischen Staat. Dieser künftige Staat sollte sich an platonischen, pythagoreischen und zoroastrischen Prinzipien orientieren. Ein im Sinne der Platoniker aufgefasster antiker Polytheismus mit Zeus als höchstem Gott sollte an die Stelle des Christentums treten. Dafür entwarf Gemistos eine detaillierte Liturgie. Er nahm an, dass die Götter untereinander völlige Harmonie wahren, also nicht wie bei Homer Konflikte austragen, und dass sie sich freiwillig in ein hierarchisches System einordnen, das den Menschen zum Vorbild dient. Philosophisch betrachtete er die Götter anscheinend als Repräsentanten von ihnen jeweils zugeordneten Prinzipien, wie Einheit (Zeus) und Vielheit (Hera). Wie Platon, aber in scharfem Gegensatz zum Christentum, hielt Gemistos das Weltall für anfangslos und unvergänglich und nur in einem übertragenen, nicht zeitlichen Sinn von Zeus „geschaffen“. Hinsichtlich der Seele vertrat er die platonische Seelenwanderungslehre. Er fasste aber das Dasein der Seele in der materiellen Welt nicht als Strafe oder Unglück auf, sondern bejahte es als notwendig, sinnvoll und unabänderlich. Er nahm also kein für die Seele erreichbares Jenseits, keine Erlösungsperspektive an.
Mit diesen außerordentlich kühnen, angesichts der damaligen Machtverhältnisse utopisch anmutenden Ideen erweist sich Gemistos als einzigartige Erscheinung unter den Gebildeten seiner Zeit. Den kirchlichen Lehren mehr oder weniger entfremdete, antiken Vorbildern nacheifernde Humanisten gab es auch unter den lateinischsprachigen Gelehrten des Westens, aber keiner hat so radikal wie Gemistos mit den kirchlichen Dogmen gebrochen. Zu seinen antikirchlichen Thesen gehört auch die Lehre vom ethischen Recht auf Suizid, die er nachdrücklich vertrat. Er ging von einer Urreligion der Menschheit aus, aus der nach seiner Ansicht durch Verfälschung der ursprünglichen Wahrheit die unterschiedlichen Religionen und Bekenntnisse seiner Zeit entstanden waren.
Diese Haltung trug Gemistos die erbitterte Feindschaft des Klerus ein. Sein Hauptgegner war Gennadios II. Scholarios, der 1454 Patriarch von Konstantinopel wurde. Verfolgung wegen Häresie drohte Gemistos aber nicht; offenbar waren seine kirchlichen Gegner wegen seines hohen Ansehens am Hof außerstande, gegen ihn einzuschreiten. Außerdem wurde sein radikal antichristliches Spätwerk Nómon syngraphé erst nach seinem Tod bekannt (es wurde dann auf Befehl des Gennadios verbrannt, daher sind nur Fragmente erhalten). So konnte er in Mistra ungehindert arbeiten und seine Schüler unterrichten und erfreute sich bis zu seinem Tode hohen Ansehens. Die meisten seiner griechischen Schüler waren ebenso wie seine Bewunderer unter den westlichen Gelehrten gemäßigte Humanisten, die seine antichristlichen Thesen nicht übernahmen. Zu seinen Schülern zählten neben Bessarion der Metropolit von Ephesos Markos Eugenikos, der ein führender Gegner der Kirchenunion mit den Katholiken war, und der Geschichtsschreiber Laonikos Chalkokondyles (Chalkondyles).

## Verfassungstheorie
Die Verfassungstheorie des Gemistos ist in seinem nur teilweise erhaltenen Hauptwerk Nómōn syngraphḗ („Darlegung der Gesetze“, kurz Nómoi „Die Gesetze“) dargestellt. Mit dem Titel knüpfte er an Platons Dialog Nomoi an, von dessen Gedankengut er sich anregen ließ. Auch in  Denkschriften an die Kaiser Manuel II. und Johannes VIII. und den Despoten Theodor II. behandelte Gemistos diese Thematik. Sein Konzept wurde anscheinend später von Erasmus von Rotterdam und Thomas Morus studiert, wahrscheinlich beeinflusste es die Utopia des Morus. Zentrale Elemente sind:
- ein monarchisches System, wobei der Herrscher auf philosophische Ratgeber hören soll. Diese sollen nicht besonders reich sein, da sie sonst ihrer Geldgier folgen, aber auch nicht arm, da sie sonst bestechlich sind.
- Einteilung des Volks in drei Stände (Bauern, Gewerbetreibende und Beamte/Staatslenker)
- keine Wehrpflicht der Steuerpflichtigen und Steuerfreiheit der Soldaten, reine Berufsarmee, Ablehnung des Söldnerwesens
- fester Steuersatz: ein Drittel des landwirtschaftlichen Ertrags. Keine sonstigen Belastungen der Bauern durch Abgaben und Dienstleistungspflichten
- Das Mönchtum wird als parasitisch kritisiert, es darf nicht mit Steuergeldern gefördert werden.
- Abschaffung der Verstümmelungsstrafen, da sie den Bestraften bei der Ausführung nützlicher Tätigkeiten behindern; Betonung der Resozialisierung im Strafrecht, aber – ähnlich wie in Platons Nomoi – reichliche Anwendung der Todesstrafe
- Sozialbindung des Grundbesitzes, der mit der Verpflichtung zu landwirtschaftlicher Nutzung verbunden sein soll, denn das Land ist gemeinsames Eigentum aller Einwohner. Vernachlässigt ein Grundbesitzer diese Pflicht, so darf jeder dort etwas anbauen; der Ertrag gehört dann abzüglich der Steuern dem, der ihn erwirtschaftet hat. Mit dieser Forderung zielte Gemistos auf die riesigen, teils brachliegenden kirchlichen Ländereien.

Die Nomoi wurden später am Hof Sultan Mehmets II. teilweise ins Arabische übersetzt.

## Aristoteleskritik
1439 verfasste Gemistos in Florenz die Abhandlung Worin Aristoteles nicht mit Platon übereinstimmt. Der gängige Titel lautet Über die Unterschiede zwischen Aristoteles und Platon. In dieser Kampfschrift verteidigte er die Lehren Platons gegen die Kritik des Aristoteles. Das Werk wurde in Eile auf dem Krankenlager geschrieben, wobei Gemistos aus dem Gedächtnis zitierte; dabei unterliefen ihm mancherlei Fehler. Sein bleibendes Verdienst war es aber, die Aufmerksamkeit nachhaltig auf fundamentale Gegensätze zwischen aristotelischer und platonischer Philosophie gelenkt zu haben. Diese Gegensätze wurden damals wegen der harmonisierenden Tendenz vieler Humanisten zu wenig beachtet. Außerdem kritisierte Gemistos die arabischen Kommentatoren, vor allem Ibn Rušd (Averroes), dem er Verfälschung der kommentierten Lehren vorwarf. Er behauptete, die antike Welt habe Platon stets über Aristoteles gestellt; erst durch den verhängnisvollen Einfluss des Averroes habe man begonnen, Aristoteles vorzuziehen.
In der Ethik kritisiert Gemistos, Aristoteles habe der Lust einen zu hohen Rang zugewiesen, statt sie wie Platon dem Streben nach dem Guten unterzuordnen. Er bekämpft auch die aristotelische Mesotes-Lehre, wonach die Tugend ein Mittleres zwischen zwei Extremen darstellt (etwa Tapferkeit zwischen Tollkühnheit und Feigheit). Dagegen wendet er ein, dass eine solche Definition die Tugend quantitativ und nicht nach ihrer eigenen Qualität (ihrem Wesen) bestimme. Besonders nachdrücklich wendet sich Gemistos gegen die aristotelische Metaphysik, welche zufällige, regellose Ereignisse annimmt. Er tritt für den Determinismus ein und meint, dass alles, was geschieht, eine Ursache hat und sich mit Notwendigkeit vollzieht.
Die Gegenposition vertrat auch auf diesem Gebiet Gennadios II. Scholarios, der eine Schrift zur Verteidigung des Aristoteles verfasste. Darauf reagierte Gemistos mit einer polemischen Gegenschrift.
In Italien fand Gemistos’ Aristoteles-Kritik nach der Beendigung des Konzils relativ wenig Resonanz. Seine Kampfschrift wurde im 15. Jahrhundert nicht ins Lateinische übersetzt und erst 1540 in Venedig gedruckt.

## Ausgaben und Übersetzungen
- Wilhelm Blum (Übersetzer): Georgios Gemistos Plethon. Politik, Philosophie und Rhetorik im spätbyzantinischen Reich (1355–1452) (= Bibliothek der griechischen Literatur, Bd. 25). Hiersemann, Stuttgart 1988, ISBN 3-7772-8806-3 (deutsche Übersetzungen von Werken des Gemistos mit Einleitung und Erläuterungen)
- Enrico V. Maltese (Hrsg.): Georgii Gemisti Plethonis contra Scholarii pro Aristotele obiectiones. Teubner, Leipzig 1988, ISBN 3-322-00460-0 (kritische Ausgabe)
- Enrico V. Maltese (Hrsg.): Georgii Gemisti Plethonis opuscula de historia Graeca. Teubner, Leipzig 1989, ISBN 3-322-00674-3 (kritische Ausgabe)
- Brigitte Tambrun-Krasker (Hrsg.): Magika logia tōn apo Zōroastrou magōn. Geōrgiou Gemistou Plēthōnos exēgēsis eis ta auta logia. Oracles Chaldaïques. Recension de Georges Gémiste Pléthon. Vrin, Paris u. a. 1995, ISBN 2-7116-9832-7 (kritische Ausgabe von Plethons Sammlung der Chaldäischen Orakel sowie seines Kommentars und seiner „kurzen Erklärung“ mit französischer Übersetzung und Kommentar; hinzu kommt S. 157–171 die von Michel Tardieu herausgegebene arabische Fassung der Sammlung mit französischer Übersetzung)